# Jassytraktaten
Jassytraktaten blev indgået den 9. januar 1792 i byen Iași. Traktaten afsluttede den russisk-tyrkiske krig (1787–1792) mellem Det osmanniske rige og Det russiske kejserrige.
Traktaten blev undertegnet af storvesiren Koca Yusuf-Pasha og Alexander Besborodko (som havde afløst Grigorij Potemkin efter, at denne var død den 16. oktober 1791). Traktaten bekræftede blandt andet Ruslands adkomst til og kontrol over Sortehavet og godkendte Ruslands anneksion af Krim-khanatet, som blev indlemmet i Rusland af Potemkin i 1783 og efterfølgende grundlæggelsen af byen og flådebasen Sevastopol. Rusland beholdt fæstningen ved Osjakiv på den højre bred af Dnepr-Bugs munding og alle landområder øst for Dnestr. Den nordlige kyst af Sortehavet blev dermed russisk territorium.
Floden Dnestr blev grænseflod mellem Rusland og Det osmanniske rige, mens grænsedragningen langs floden Kuban i Kaukasus forblev uændret.